# Лермонтовский сквер (Санкт-Петербург)
Сквер перед бывшим зданием Николаевского кавалерийского училища расположен в Адмиралтейском районе Санкт-Петербурга и является памятником садово-паркового искусства. Площадь сквера — 0,37 га.
Сквер находится по адресу Лермонтовский проспект, 54. Ближайшая станция метрополитена (400 м) — «Балтийская».
22 мая 1916 года в сквере перед зданием Николаевского кавалерийского училища был установлен памятник М. Ю. Лермонтову работы Б. М. Микешина, а также памятники (бюсты) П. П. Семенову-Тян-Шанскому и М. П. Мусоргскому

## Капитальный ремонт в 2007 году
Работы по капитальному ремонту проходили с июля 2007 года по конец октября.
Выполненные работы:
- 10 новых деревьев (липа, клен и вяз),
- 123 кустарника,
- Благоустройство площадки вокруг памятника:
  - Гранитное мощение;
  - Установка металлической резной решётки.
- По окончании вышеперечисленных работ — установка малых архитектурных форм.

Работы по высадке деревьев и кустарников начались с 20 сентября 207 года (начало сезона посадок).

## Название
Постановлением правительства Санкт-Петербурга № 235 от 22 апреля 2020 года саду парадного двора Николаевского кавалерийского училища было присвоено название «Лермонтовский сквер».